# Troglohyphantes sordellii
Troglohyphantes sordellii là một loài nhện trong họ Linyphiidae.
Loài này thuộc chi Troglohyphantes. Troglohyphantes sordellii được miêu tả năm 1875 bởi Pavesi.